# Malacorhinus antennatus
Malacorhinus antennatus es una especie de insecto coleóptero de la familia Chrysomelidae descrita por Jacoby en 1887.